# Oligoaeschna sumatrana
Oligoaeschna sumatrana är en trollsländeart som beskrevs av Maurits Anne Lieftinck 1953. Oligoaeschna sumatrana ingår i släktet Oligoaeschna och familjen mosaiktrollsländor. IUCN kategoriserar arten globalt som otillräckligt studerad. Inga underarter finns listade i Catalogue of Life.